# アシスティッド・リビング
アシスティッド・リビング（英: Assisted living、AL）は、アメリカ合衆国などにみられる高齢者向けのケア付き住宅の一種。
Assisted living facility (ALF)ともいう。

## 形態
アシスティッド・リビングは1970年代後半にオレゴン州で始められた。この住宅はプライベートとパブリックの両方のスペースをもち、入居者はそれぞれバス、トイレ、リビングルーム、寝室等を含む居室で生活する。居室にはキッチンやダイニングの設備も含むが、基本的にパブリック・スペースにもダイニング、居間、活動室などを備える。
入居者の自主（autonomy）の尊重が運営上の理念で、プライバシーの尊重と経費の節減の両方を目標にしている。日常的な医療サービスを必要としない人が対象で、必要に応じてスタッフから食事、掃除、洗濯、服薬管理などのサポートを受けている。
アシスティッド・リビングはその開発に貢献したウィルソンにより基本的な目標が示されたが、明確な定義は確立されておらず、州によってはアシスティッド・リビングの理念に当てはまらない集合住宅も含まれるなど混乱がある。統計上もケアホームとの区別が曖昧で、Personal Care HomeやSupervised Care Facilityと分類されることもある。 